# Prepusa viridiflora
Prepusa viridiflora là một loài thực vật có hoa trong họ Long đởm. Loài này được Brade miêu tả khoa học đầu tiên năm 1949.